# Bryodiscus hepaticarum
Bryodiscus hepaticarum är en lavart som beskrevs av Peter Döbbeler och Josef Poelt. Bryodiscus hepaticarum ingår i släktet Bryodiscus, och familjen Odontotremataceae. Arten är reproducerande i Sverige.